# Mistr Madony z Kamenné ulice
Mistr Madony z Kamenné ulice je pomocné označení pro anonymního řezbáře činného v Chebu přibližně v letech 1480-1520. S jeho dílnou je na Chebsku spojováno kolem dvaceti pozdně gotických řezeb. Podle Vykoukala by mohl být totožný s chebským sochařem Hansem Malerem von Eger.

## Dílo
Označení zavedla Ševčíková podle sochy Assumpty s Ježíškem z Kamenné ulice, kterou pro utřídění chebské řezbářské produkce na přelomu 15. století považuje za centrální dílo. Vznik chebských řezbářských dílen souvisel se stavební hutí kostela sv. Mikuláše, goticky přestavěného v letech 1456-1476. Z dochovaných inventářů kostela z let 1464-1474 je potvrzena existence jedenácti oltářů různého zasvěcení, které objednaly místní patricijské rodiny. Vykoukal řadí do dílenského okruhu tohoto Mistra kvalitní soubor Soch z kostela sv. Mikuláše v Chebu
Mistr Madony z Kamenné ulice vychází zprostředkovaně z hornorýnského řezbářství, ovlivněného místní konzervatinější tradicí (např. motiv vzpřímeného a oblečeného Ježíška). Smysl pro plnější a plastičtější tvar a vypjatější objem napovídá, že byl obeznámen s franckým sochařstvím (Oltář se Zasnoubením sv. Kateřiny, Germanisches Nationalmuseum, Norimberk, Madona z Trautskirchen).
Vykoukal soudí, že v dílně pracovali sochaři vyškolení v Norimberku a vedoucí řezbář dílny pravděpodobně prošel dílnou Michaela Wolgemuta. Do norimberské tradice byla integrována i švábská inspirace, představovaná pozdními díly Hanse Multschera. Měkce plasticky modelované tváře, módní ženské pokrývky hlavy, typ plášťů a ztvárnění drapérie nebo ikonografické schéma spojuje Svatomikulášské sochy s Cvikovským oltářem (1479) Michaela Wolgemuta. Další dochovaná díla ale tento vzor pouze zjednodušovala a rustikalizovala. Zavedená středověká dílenská praxe a práce podle zavedených vzorníků ani nedovoluje určit individuální podíl jednotlivých řezbářů. Vykoukal zpochybňuje také smysluplnost označení řezbáře podle Madony z Kamenné ulice, která nepatří k nejkvalitnějším dílům v předpokládaném souboru jeho prací.
Podle Ševčíkové je pro některá díla Mistra Madony z Kamenné ulice charakteristický naivnější a dekorativní způsob zpracování a spíše formální řešení výtvarných problémů. Zdrobnění velké formy a snaha o precizní podání vede u prací nižší kvality k tomu, že výraz se stává prázdnou a líbezně se usmívající maskou.

### Známá díla
- Soubor šesti soch z kostela sv. Mikuláše v Chebu (80.-90. léta 15. stol.)
- Světice z Teplé (kolem r. 1500)
- Assumpta s Ježíškem z Kamenné ulice (konec 15. stol)
- Sv. Jan Evangelista ze skupiny pod Křížem, Muzeum Cheb
- oltářní křídla se s. Barborou a sv. Apolenou z Plané, Muzeum Tachov
- Odpočívající Kristus ze Seebergu (kolem 1509)
- Odpočívající Kristus z Aše
- Sv. Šebestián z Chebu, Muzeum Cheb[7]
- Odpočívající Kristus z kostela sv. Václava v Chebu
- Odpočívající Kristus z Horních Loman
- Sv. Vavřinec a sv. Štěpán z děkanského úřadu v Chebu
- Assumpta s Ježíškem z kostela sv. Jošta v Chebu - okruh dílny
- Sv. Šebestián (GVU Cheb) a sv. Kateřina (nezvěstná) z Vysoké[8]
- Ukřižování s Pannou Marií Bolestnou a Janem Evangelistou z Vysoké[9] (nezvěstné)
- Assumpta s Ježíškem z Arzbergu - okruh dílny[10]